# Massimiliano Lelli
Massimiliano Lelli (Manciano, 2 de Dezembro de 1967) foi um ciclista italiano, que correu como profissional entre 1989 e 2004.
Os seus resultados de maior destaque foram a presença no pódium do Giro d'Italia de 1991 (com vitória em duas etapas) e a vitória na Volta a Portugal em 1996 (com vitória em seis etapas).
Obteve ainda outros resultados de destaque no Giro (9º em 1990 e 4º em 1993), tendo como melhor resultado no Tour de France o 14º lugar obtido em 2002.
O escândalo de doping que envolveu a equipa Cofidis no início da época de 2004 e a estrela da equipa David Millar provocou o abandono de Lelli do ciclismo, já que Millar afirmou que se dopou pela primeira vez na casa de Lelli.

## Carreira desportiva
Equipas
- 2004 Cofidis, le Crédit par Téléphone
- 2003 Cofidis
- 2002 Cofidis
- 2001Cofidis
- 2000 Cofidis
- 1999 Cofidis
- 1998 Cofidis
- 1997 Saeco - Estro
- 1996 Saeco - Estro - AS Juvenes San Marino
- 1995 Mercatone Uno - Saeco
- 1994 Mercatone Uno - Bianchi
- 1993 Ariostea
- 1992 Ariostea
- 1991Ariostea
- 1990 Ariostea
- 1989 Atala - Ofmega

## Palmarés
- 1990, 9º lugar no Giro de Itália. 
  - etapa na Tirreno-Adriático
- 1991, 1º lugar no Tour de Toscane.
  - 3º lugar no Giro de Itália (duas etapas).
- 1993, 1º lugar no Tour de Toscane.
- 1995, campeão de Itália de contra-relógio.
- 1996, 1º lugar na Volta a Portugal (seis etapas).
- 2003, 1º lugar no Tour du Limousin.